# Hunedoara (län)
Hunedoara är ett län (județ) i västra Rumänien med 461 832 invånare (2018). Det har 7 municipii, 7 städer och 55 kommuner.

## Municipii
- Deva
- Hunedoara
- Brad
- Lupeni
- Orăștie
- Petroșani
- Vulcan

## Städer
- Aninoasa
- Călan
- Geoagiu
- Haţeg
- Petrila
- Simeria
- Uricani

## Kommuner
| - Baia de Criş - Balşa - Băniţa - Baru - Băcia - Băiţa - Bătrâna - Beriu - Blăjeni - Boşorod - Brănişca - Bretea Română - Buceş - Bucureşci | - Bulzeştii de Sus - Bunila - Burjuc - Cerbăl - Certeju de Sus - Cârjiţi - Crişcior - Densuş - Dobra - General Berthelot - Ghelari - Gurasada - Hărău - Ilia | - Lăpugiu de Jos - Lelese - Lunca Cernii de Jos - Luncoiu de Jos - Mărtineşti - Orăştioara de Sus - Pestişu Mic - Pui - Rapoltu Mare - Răchitova - Ribiţa - Râu de Mori - Romos - Sarmizegetusa | - Sălaşu de Sus - Sântămăria-Orlea - Şoimuş - Teliucu Inferior - Tomeşti - Topliţa - Toteşti - Turdaş - Vața de Jos - Vălişoara - Vețel - Vorța - Zam |